# Marek Szaniawski
Marek Szaniawski (ur. 10 października 1960 w Rykach) – polski piłkarz występujący na pozycji napastnika.

## Życiorys
W 1975 roku został juniorem Legii Warszawa, a seniorską karierę rozpoczynał w rezerwach klubu. W 1981 roku został wcielony do pierwszego zespołu. W I lidze w barwach Legii zadebiutował 9 sierpnia w przegranym 0:2 spotkaniu ze Śląskiem Wrocław. W barwach Legii rozegrał 17 ligowych spotkań, grał również w ćwierćfinałowym meczu Pucharu Zdobywców Pucharów przeciwko Dinamo Tbilisi. Na początku 1983 roku został zawodnikiem Motoru Lublin, z którym awansował do I ligi. W sezonie 1986/1987 jego klub spadł z najwyższej klasy rozgrywkowej, ponownie awansując do niej w 1989 roku. W 1990 roku wyjechał do Niemiec. Po powrocie do Polski występował w Hortexie Ryki, Motorze II Lublin oraz Koziołku Lublin. W 2007 roku zakończył karierę.

## Statystyki ligowe
| Sezon         | Klub           | Liga    | Mecze | Gole |
| ------------- | -------------- | ------- | ----- | ---- |
| 1981/1982     | Legia Warszawa | I liga  | 9     | 0    |
| 1982/1983 (j) | Legia Warszawa | I liga  | 8     | 0    |
| 1982/1983 (w) | Motor Lublin   | II liga | 12    | 2    |
| 1983/1984     | Motor Lublin   | I liga  | 26    | 0    |
| 1984/1985     | Motor Lublin   | I liga  | 18    | 1    |
| 1985/1986     | Motor Lublin   | I liga  | 21    | 0    |
| 1986/1987     | Motor Lublin   | I liga  | 22    | 1    |
| 1987/1988     | Motor Lublin   | II liga | 23    | 2    |
| 1988/1989     | Motor Lublin   | II liga | 29    | 4    |
| 1989/1990 (j) | Motor Lublin   | I liga  | 12    | 0    |